# Roberto Traficante
Roberto Traficante (né le 23 septembre 1984 à Giussano) est un coureur cycliste italien. Il est professionnel de 2006 à 2008 au sein des équipes LPR et Serramenti PVC Diquigiovanni-Androni Giocattoli.

## Palmarès
- 2001
  - Trofeo Buffoni
- 2005
  - Coppa San Geo

## Classements mondiaux
| Année           | 2007 | 2008  |
| --------------- | ---- | ----- |
| UCI Europe Tour | 967e | 1138e |